# Polyrhachis schistacea
Polyrhachis schistacea är en myrart som först beskrevs av Gerstaecker 1859.  Polyrhachis schistacea ingår i släktet Polyrhachis och familjen myror. Inga underarter finns listade i Catalogue of Life.